# 2–4 Charlotte Place

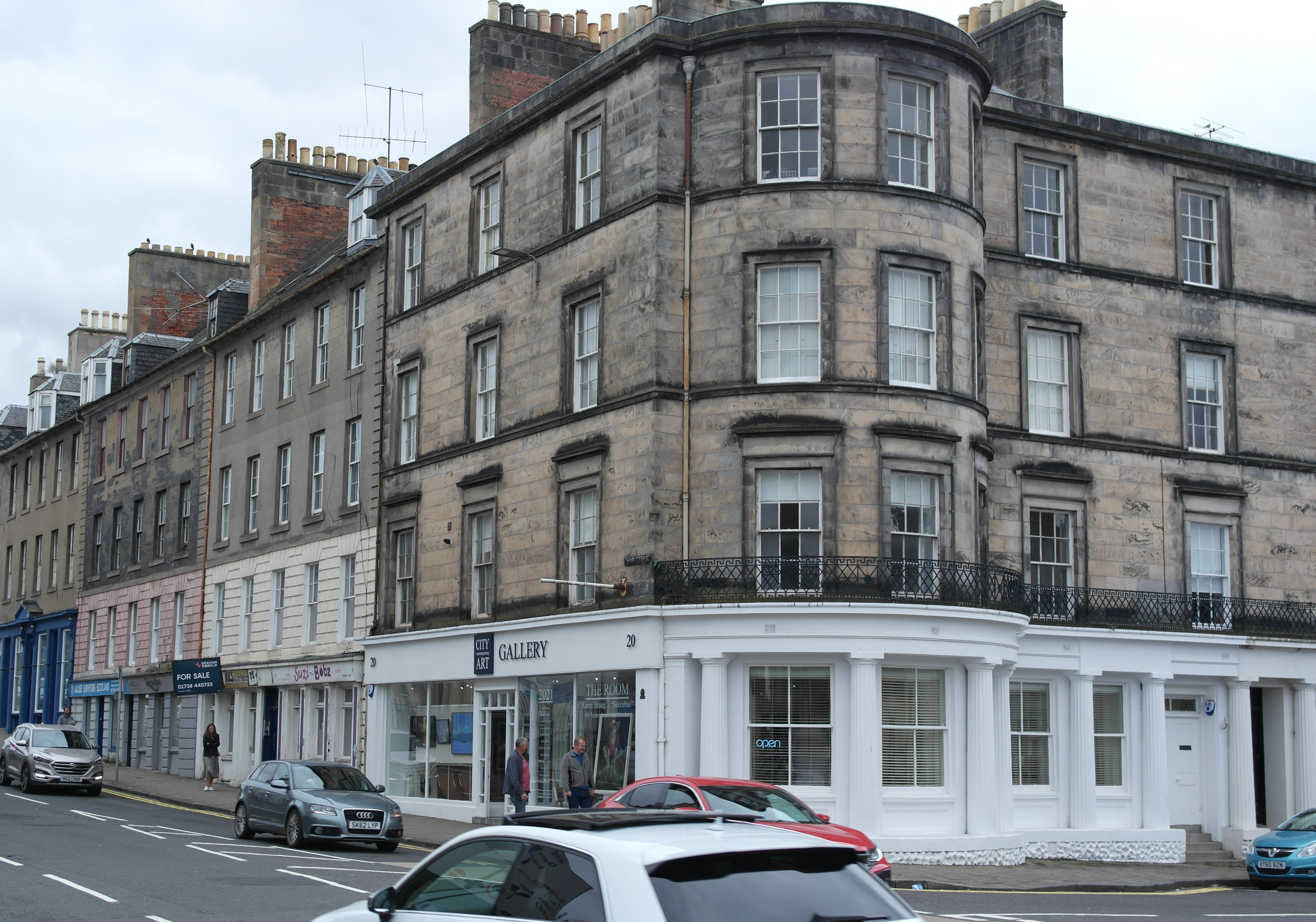
2–4 Charlotte Place

Unter der Adresse 2–4 Charlotte Place in der schottischen Stadt Perth in der Council Area Perth and Kinross befindet sich ein Wohn- und Geschäftsgebäude. 1965 wurde das Bauwerk in die schottischen Denkmallisten in der höchsten Denkmalkategorie A aufgenommen. Des Weiteren ist es zusammen mit verschiedenen umliegenden Bauwerken Teil eines Denkmalensembles der Kategorie A.

## Beschreibung
Die Charlotte Street (A85 am Standort zusammen mit der A989 geführt) im Nordosten des Stadtzentrum Perths wurde im Jahre 1783 erschlossen. Das Wohn- und Geschäftsgebäude wurde jedoch erst um 1830 erbaut. Es befindet sich nahe der Perth Bridge im Osten und dem Gebäudeensemble 2–8 Atholl Crescent im Westen. Das vierstöckige Eckhaus ist im klassizistischen Greek Revival ausgestaltet. Im Erdgeschoss ist die vier Achsen weite Fassade entlang des North Port mit dorischen Säulen ausgeführt. Sie tragen einen durchlaufenden Balkon, der auch über das gerundet heraustretende Bauteile an der Gebäudekante fortgeführt ist. Entlang der Charlotte Street sind flächige Schaufenster verbaut. Schlichte Gesimse gliedern die Fassaden horizontal. Sie schließt mit einem Kranzgesimse ab. Das Dach ist mit Schiefer eingedeckt.